# Пре-дредноут

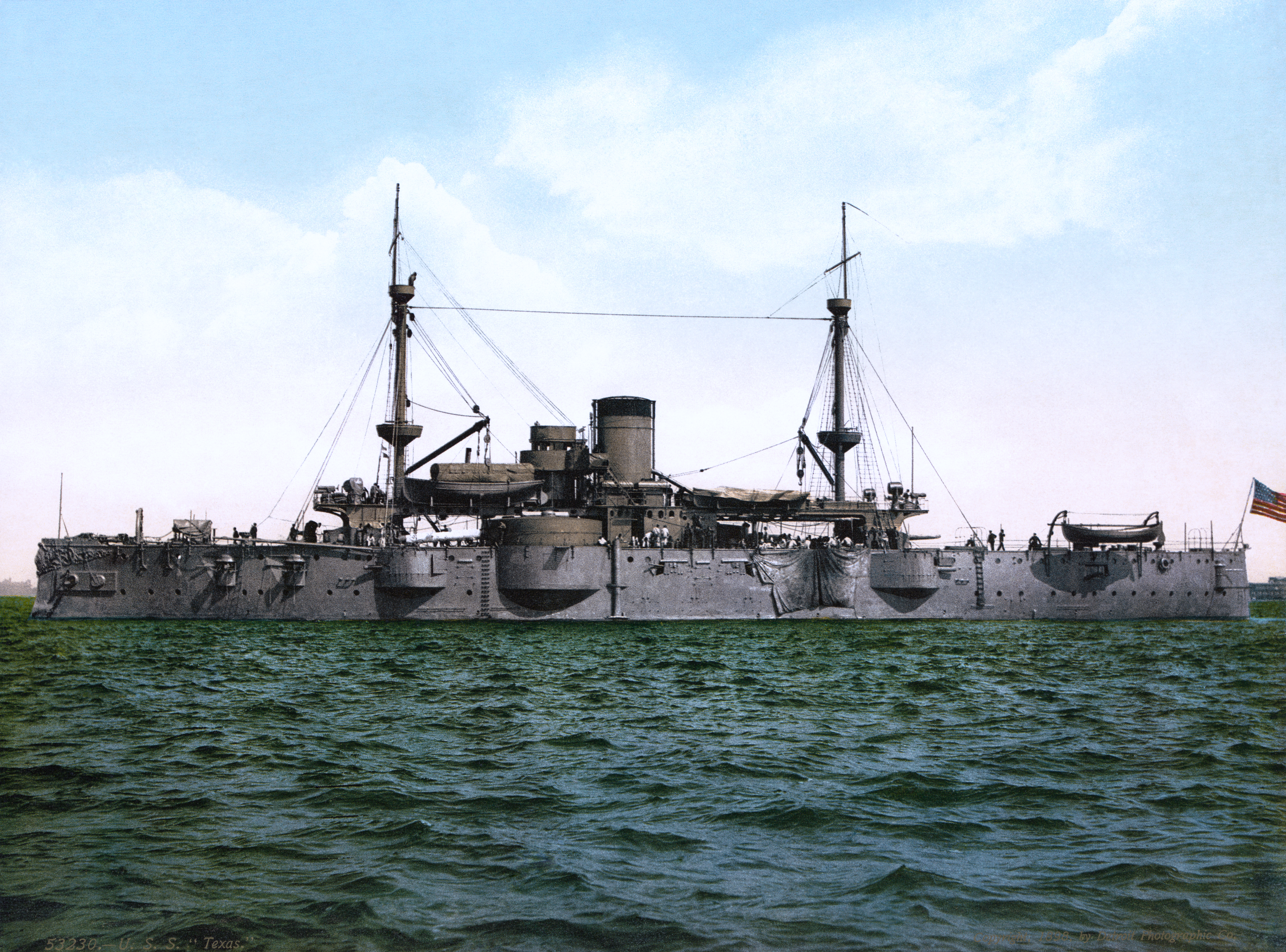
Пре-дредноут USS Техаs, збудований у 1892 році ВМС США. Фотохромний знімок близько 1898 року

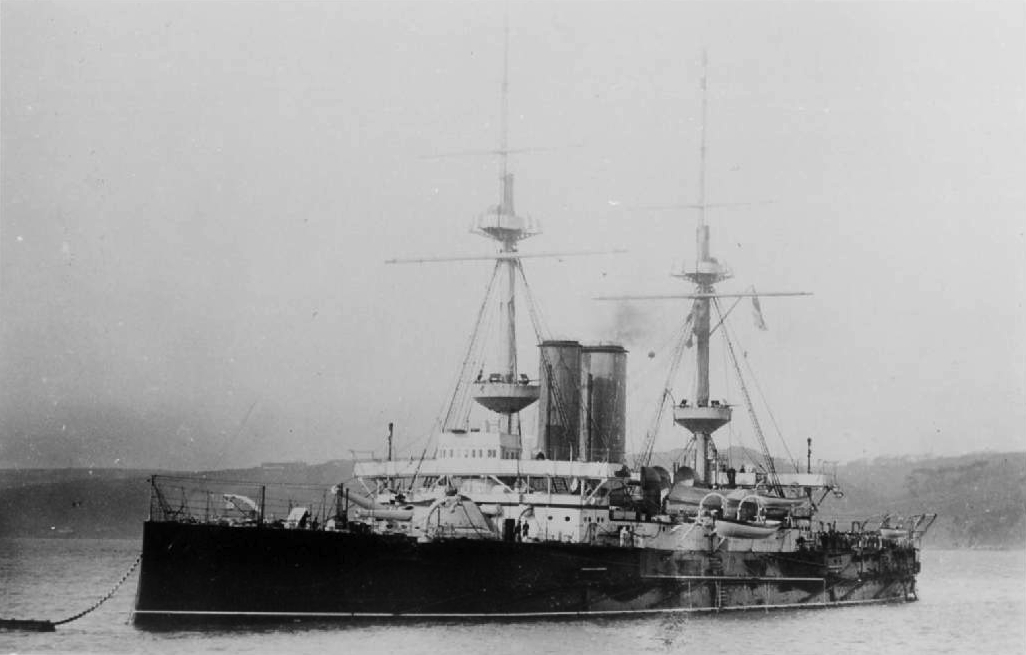
HMS Ocean, типовий представник пре-дредноутних лінійних кораблів

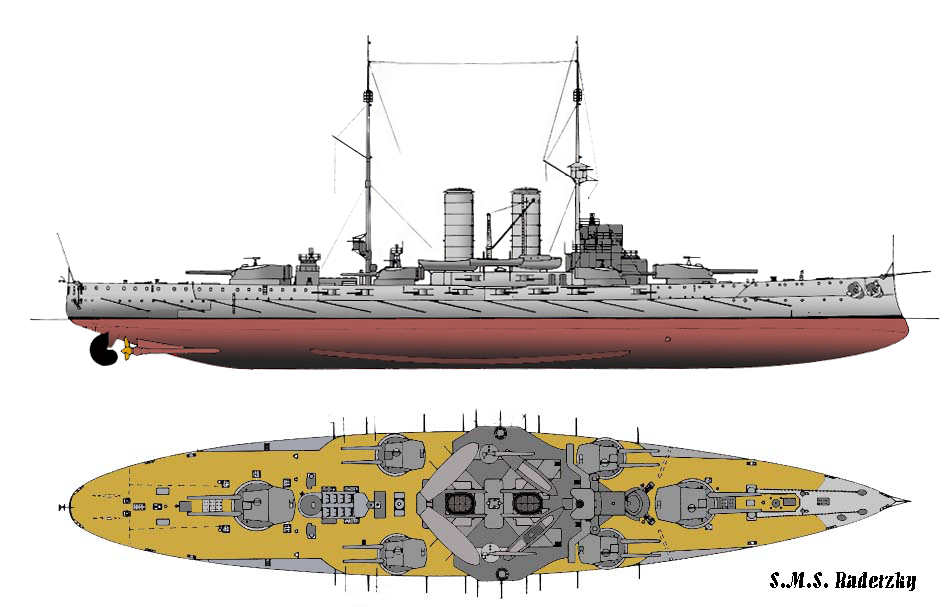
Пре-дредноути типу Радецький Військово-морських сил Австро-Угорщини

Пре-дредноути (також додредноути) — морехідні лінійні кораблі, побудовані в період з середини 1880-х років до початку XX століття, перед або незабаром після появи HMS Dreadnought. У російській літературі представників цього етапу розвитку лінійних кораблів називають ескадреними панцерниками.    
Пре-дредноути замінили примітивні панцерники 1870-х і 1880-х років. Побудовані із сталі і захищені гартованою бронею, пре-дредноути мали основну батарею з дуже важких гармат на барбеті (відкритих або з броньованими укриттями), яку доповнювала одна або більше батарей допоміжної артилерії менших калібрів. Вони приводились у рух вугільними паровими двигунами потрійного розширення. 
На відміну від хаотичного розвитку перших панцерників, у 1890-х років військові флоти по всьому світу починають будувати лінкори подібної конструкції. Фактично десятки кораблів наслідують конструкцію британських панцерників типу Majestic. Збільшилась також кількість лінійних кораблів. Нові військово-морські держави, такі як Німеччина, Японія, США, і, в меншій мірі, Італія та Австро-Угорщина, почали створювати ескадри пре-дредноутів, в той час як військово-морські сили Великої Британії, Франції та Росії розширялися, що було реакцією на нові загрози. Вирішальною битвою флотів, які будувались навколо пре-дредноутів, стала Цусімська битва, що відбулася 27 травня 1905.
Ці лінкори раптово виявилися застарілими через появу HMS Dreadnought в 1906 році. Дредноут позбавився артилерії середніх калібрів, натомість отримавши потужну батарею з десяти 12-дюймових гармат. Його інноваційний двигун — парова турбіна також надав йому перевагу у швидкості. Таким чином наявні пре-дредноути були принципово слабшими кораблями, і нові і більш потужні лінкори з тих пір називали дредноути, а кораблі, які були закладені до того часу — пре-дредноути. Тим не менш, деякі пре-дредноути були добудовані попри появу дредноута, або, як у випадку з панцерниками типу «Радецький» Австро-Угорщини, навіть закладені, незважаючи на революційний вплив нової конструкції лінійних кораблів.   
Тим не менш, пре-дредноути продовжили нести службу і застосовуватись у битвах навіть попри моральну застарілість. Дредноути і лінійні крейсери вважалися життєво важливими для вирішальних морських битв, які розглядалися тоді як основний засіб боротьби за панування на морі. Тому нові лінійні кораблі ретельно берегли від ризику пошкодження на мінах або нападу підводних човнів, а також намагалися тримати якомога ближче до берегів метрополії. Застарівання пре-дредноутів перетворювало їх на «витратний матеріал», що означало, що ці кораблі можна було використовувати у віддалених районах або для виконання ризикованих завдань.
Вашингтонська морська угода 1922 року стимулювала виведення зі складу флотів пре-дредноутів, оскільки вони зараховувалися як повноцінні лінійні кораблі, хоча по бойовим якостям суттєво посупалися дредноутам. Водночас пре-дредноути зберігалися певний час у складі флотів менших морських держав, таких як Франція та Італія. Відповідно до Версальської договору пре-дредноути були основними кораблями Німеччини у міжвоєнні роки. Один з цих кораблів, «Шлезвіг-Гольштейн» випустив перші снаряди Другої світової війни, обстрілявши польське місто Вестерплатте. Водночас, з об'єктивних причин старі кораблі використовувалися у ході бойових дій обмежено. 

## Корабель-музей
Єдиним уцілілим до сьогоднішнього дня додредноутом є Мікаса, флагман Імперського флоту Японії у Російсько-японській війні 1904—1905 років, нині зберігається як музей у місті Йокосука.  